# Maaiersopstand

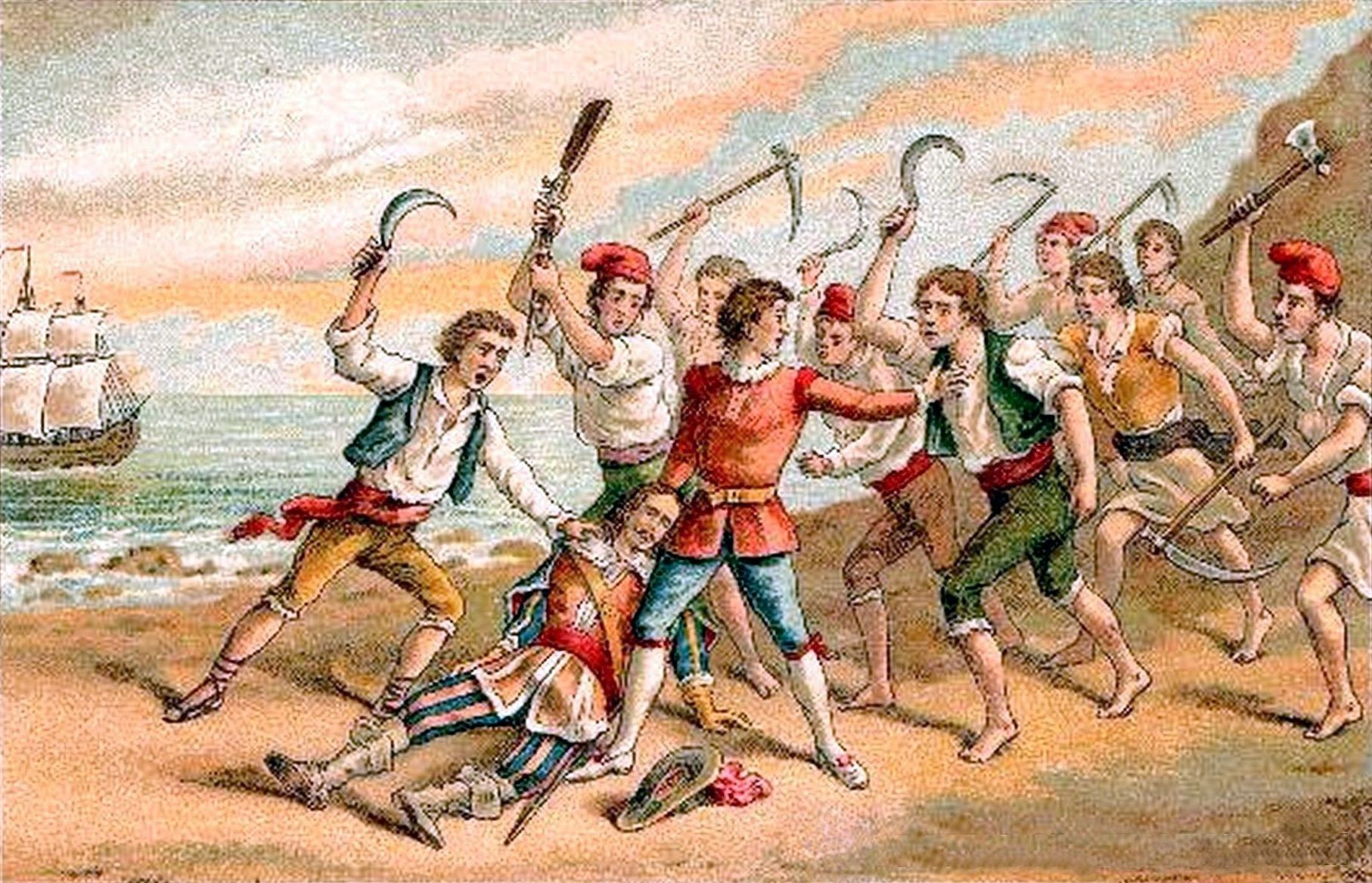
Els segadors

De Maaiersopstand (Catalaans: Guerra dels Segadors; Spaans: Guerra de los Segadores) of Catalaanse opstand vond plaats in Catalonië, Spanje, vanaf 1640 en eindigde met de Vrede van de Pyreneeën in 1659. Van een boerenopstand, maaiers (Segadors in het Catalaans) maakten de Fransen gebruik om Spanje binnen te vallen.

## Achtergrond
In de 17de eeuw was het Spaanse Rijk op vele oorlogsfronten actief. Gaspar de Guzmán y Pimentel, eerste minister van koning Filips IV van Spanje vatte het plan op tot de oprichting van een wapeneenheid (Union de Armas). Hij vond dat alle lagen van de bevolking een bijdrage moest leveren aan het Spaanse leger. De boeren, die al lang in onvrede leefden in verband met de sociale ongelijkheid kwamen op Sacramentsdag 1640 in opstand. De onderkoning van Catalonië, Dalmau de Queralt, die de manschappen moest oproepen, werd vermoord.

## Conflict
Pau Claris i Casademunt, president van de Generalitat de Catalunya, vroeg steun aan Kardinaal de Richelieu en riep op 23 januari 1641, de Catalaanse Republiek uit, drie dagen voor de slag bij Montjuïc.
Na het succes van Montjuïc ging de opstand twee richtingen uit. De boeren richtten zich tegen hun eigen heersende klassen en de Fransen tegen de Habsburgse hegemonie. De Fransen veroverden de provincie Roussillon. De Catalanen begonnen steeds minder de Franse expansiedrang te steunen.
Het Beleg van Barcelona (1651-1652) betekende een ommekeer in de oorlog. Hoewel Franse troepen nog zeven jaar in delen van Catalonië bleven, vonden er geen serieuze gevechten meer plaats. In 1659 werd het Verdrag van de Pyreneeën ondertekend waarmee een formeel einde kwam aan het conflict. De provincie Roussillon werd een deel van het Franse Rijk.